# Mikołaj Kotowicz
Mikołaj Kotowicz (ur. około 1455 lub 1456, zm. przed 30 sierpnia 1507 w Poznaniu) – prawnik, poeta, liturgista i wydawca związany z Wielkopolską.
Pochodził z rycerskiego rodu Kotowiczów, zasiedlających Ziemię Wschowską i Śląsk. Ojciec - Jan, był mieszczaninem żnińskim. Najpierw uczył się w Gnieźnie, potem studiował na Uniwersytecie Krakowskim. Tytuł naukowy otrzymał prawdopodobnie na Uniwersytecie w Bolonii lub na uczelni w Padwie. Od 1475 do 1483 pojawiał się na dworze prymasa Zbigniewa Oleśnickiego (nosił wtedy tytuł doktora dekretów). Z czasem stał się kanclerzem prymasa. Na stałe towarzyszył Oleśnickiemu od czasu spotkania w Grzegorzewie (22 kwietnia 1483), gdzie przebywał w celach doradczo-prawnych u Macieja Robaka. W 1485 redagował statuty synodalne w Krakowie. 2 kwietnia 1485 wyświęcony na diakona w Toruniu. 
Współpracował w redagowaniu Syntagmatów (zbiorów statutów). Napisał także epitafium na grobie Zbigniewa Oleśnickiego w katedrze gnieźnieńskiej. Po śmierci prymasa, nowym sponsorem Kotowicza był biskup poznański - Uriel Górka (prawdopodobnym autorem epitafium Górki na płycie nagrobnej autorstwa Piotra Vischera był także Kotowicz). 22 listopada 1499 stał się oficjałem generalnym Jana Lubrańskiego. 20 listopada 1504 ustąpił z tego stanowiska z nieznanych przyczyn.
1 kwietnia 1505 wydał nowy mszał poznański w drukarni Melchiora Lottera w Lipsku. Nakładcą był poznański księgarz Piotr Lubik. Mszał ten wzbudził jednak kontrowersje liturgiczne i wymagał późniejszych poprawek. Ostatnim prawdopodobnie dziełem Kotowicza był wiersz epitafijny dla starosty generalnego Wielkopolski - Ambrożego Pampowskiego. 
W 1507 rozchorował się na nieznaną chorobę i zmarł przed 30 sierpnia tegoż roku. W testamencie suto obdarował m.in. katedrę poznańską.